# سياسة السلاح في الولايات المتحدة

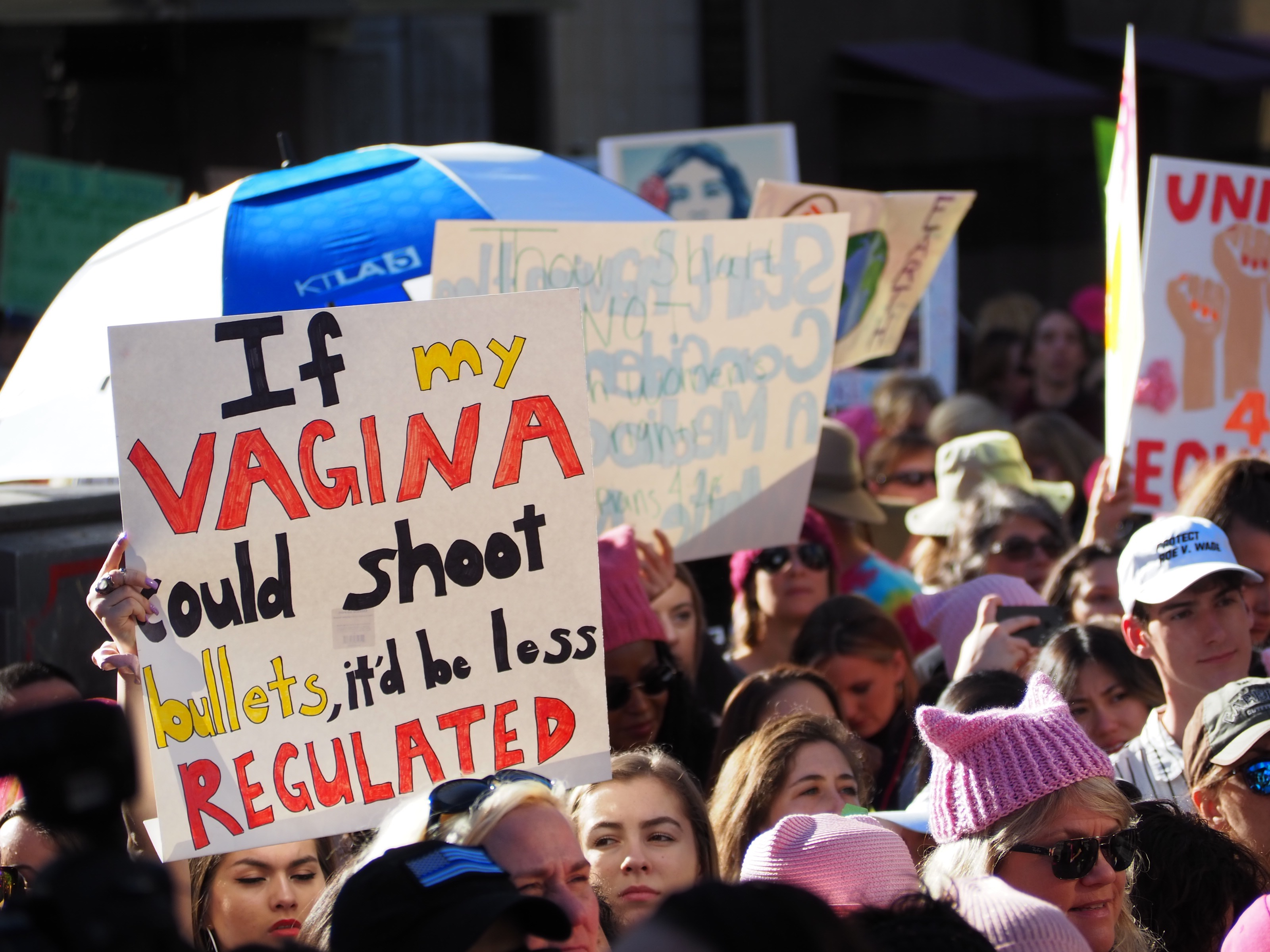
المسيرة النسائية السنوية الثالثة في لوس أنجلوس في ساحة بيرشينج بوسط المدينة في 19 يناير 2019.

سياسة السلاح هي أحد مجالات السياسة الأمريكية التي تحددها أيديولوجيتان رئيسيتان متعارضتان حول ملكية الأسلحة المدنية. يدعم الأشخاص الذين يدافعون عن الحد من الأسلحة تقوية اللوائح المتعلقة بملكية السلاح؛ ويعارض الأشخاص الذين يدافعون عن حق امتلاك وحمل السلاح اللوائح الجديدة أو يدعمون تخفيف القيود المتعلقة بملكية السلاح. تختلف هذه المجموعات غالبًا حول تفسير القوانين وقضايا المحاكم المتعلقة بالأسلحة النارية، وحول آثار تنظيم الأسلحة النارية على الجريمة والسلامة العامة. تشير التقديرات إلى أن المدنيين الأمريكيين يمتلكون 393 مليون سلاح ناري، وأن 35% إلى 42% من الأسر في الدولة لديها سلاح واحد على الأقل. تمتلك الولايات المتحدة حتى الآن أعلى رقم تقديري للأسلحة النارية لكل فرد في العالم، والذي يبلغ 120.5 سلاح ناري لكل 100 شخص.
اتسمت المناقشات المتعلقة بتوافر الأسلحة النارية والعنف المسلح في الولايات المتحدة بالمخاوف بشأن حق الاحتفاظ بالأسلحة وحملها، مثل الموجودة في التعديل الثاني لدستور الولايات المتحدة، ومسؤولية حكومة الولايات المتحدة عن خدمة احتياجات مواطنيها ومنع الجريمة والوفيات. يقول مؤيدو تنظيم الأسلحة النارية أن حقوق السلاح العشوائية أو غير المقيدة تمنع الحكومة من الوفاء بهذه المسؤولية، وتسبب مخاوف تتعلق بالسلامة. يروج مؤيدو حقوق السلاح للأسلحة النارية للدفاع عن النفس بما في ذلك الأمن ضد الاستبداد، بالإضافة إلى أنشطة الصيد والرماية. ينص دعاة تنظيم الأسلحة النارية على أن تقييد الوصول إلى الأسلحة وتعقبه سيؤدي إلى مجتمعات أكثر أمانًا؛ ويقول المدافعون عن حقوق الأسلحة أن زيادة ملكية الأسلحة النارية من قبل المواطنين الملتزمين بالقانون تقلل من الجريمة؛ ويؤكدون أن المجرمين تمتعوا بشكل دائم بسهولة الوصول إلى الأسلحة النارية.
تُعزَّز التشريعات المتعلقة بالأسلحة النارية في الولايات المتحدة من خلال التفسيرات القضائية للدستور. ينص التعديل الثاني لدستور الولايات المتحدة على ما يلي: «لا يجوز انتهاك الميليشيا المنظمة جيدًا، كونها ضرورية لأمن دولة حرة، ولا يجوز انتهاك حق الناس في الاحتفاظ بالأسلحة وحملها». اعتمدت الولايات المتحدة التعديل الثاني في عام 1791، واعتمدت التعديل الرابع عشر في عام 1868. كان تأثير هذين التعديلين على سياسة الأسلحة موضوع قرارات تاريخية للمحكمة العليا الأمريكية في قضية مقاطعة كولومبيا ضد هيلر (2008)، إذ أكدت المحكمة لأول مرة أن التعديل الثاني يضمن حق الفرد في امتلاك أسلحة نارية مستقلة عن الخدمة في ميليشيا الدولة، واستخدامها لأغراض مشروعة تقليديًا مثل الدفاع عن النفس داخل المنزل، وفي قضية ماكدونالد ضد مدينة شيكاغو (2010)، عندما قضت المحكمة بأن التعديل الثاني مدرج في بند الإجراءات القانونية الواجبة في التعديل الرابع عشر؛ وبالتالي ينطبق على كل من قانون الولاية والقانون الفيدرالي. أيدت المحكمة ما يسمى بنظرية «الحق الفردي» لمعنى التعديل الثاني ورفضت تفسيرًا منافسًا، وهو نظرية «الحق الجماعي»، والتي بموجبها يحمي التعديل حقًا جماعيًا للدول في الاحتفاظ بميليشيات أو حقًا فرديًا في الاحتفاظ بالأسلحة وحملها بشكل يرتبط مع الخدمة في الميليشيا.

## تاريخ

### القرن الحادي والعشرين
نشرت مراكز السيطرة على الأمراض والوقاية منها في أكتوبر 2003 تقريرًا عن فعالية استراتيجيات الوقاية من العنف باستخدام الأسلحة النارية؛ والذي خلص إلى أن «الأدلة لم تكن كافية لتحديد فعالية أي من هذه القوانين». توصّل مسح مشابه لبحوث الأسلحة النارية من الأكاديمية الوطنية للعلوم إلى استنتاجات متطابقة تقريبًا في عام 2004. انتهى حظر الأسلحة الهجومية بسبب حكم الانقضاء في سبتمبر من ذلك العام. فشلت جهود دعاة مراقبة الأسلحة لتجديد الحظر، وفشلت محاولات استبداله بعد أن أصبح منتهيًا.
عارض الاتحاد القومي للأسلحة الحظر المفروض على المسدسات في شيكاغو وواشنطن العاصمة وسان فرانسيسكو؛ ودعم قانون تعديلات تحسين النظام الوطني للتحقق الفوري من الخلفية الجنائية لعام 2007 (المعروف أيضًا باسم قانون تحسين إنفاذ القانون وسلامة المدارس)، والذي عزز متطلبات فحوصات الخلفية لمشتريات الأسلحة النارية. عارضت منظمة مالكي السلاح في أمريكا جزءًا من مشروع القانون، وأطلقت عليه اسم «قانون نزع سلاح المحاربين القدامى».
تواصل جماعات حقوق السلاح الوطنية الأخرى، إلى جانب منظمة مالكي السلاح في أمريكا، اتخاذ موقف أقوى من الاتحاد القومي للأسلحة. تشمل هذه المجموعات مجموعة شقيقات التعديل الثاني، ومؤسسة التعديل الثاني، ومؤسسة اليهود من أجل الحفاظ على ملكية الأسلحة النارية، ومنظمة المسدسات الوردية. نشأت أيضًا مجموعات جديدة، مثل مجموعة طلاب الحمل المخفي، والتي نشأت بشكل كبير من قضايا السلامة الناتجة عن إنشاء مناطق خالية من الأسلحة التي كُلِّفت قانونًيا وسط استجابة لإطلاق النار في المدارس على نطاق واسع.
أصبحت محكمة الدائرة الخامسة أول محكمة استئناف فيدرالية تعترف بحق الفرد في امتلاك أسلحة في عام 2001، في قضية الولايات المتحدة ضد إيمرسون. أصبحت دائرة العاصمة أول محكمة استئناف فيدرالية تبطل قانون مراقبة الأسلحة على أسس التعديل الثاني في عام 2007، في قضية باركر ضد مقاطعة كولومبيا.

### مجموعات المناصرة، لجان العمل السياسي، والضغط
تتمثل إحدى الطرق التي تؤثر بها مجموعات المناصرة على السياسة في «الإنفاق الخارجي» باستخدام لجان العمل السياسي ومنظمات 501 (سي) (4)، والتي تعمل على جمع الأموال وإنفاقها للتأثير في الانتخابات. تجمع لجان العمل السياسي مساهمات الحملة من الأعضاء، وتتبرع بهذه الأموال للمرشحين للمناصب السياسية. يُحظر على لجان العمل السياسي الأكبر، التي أُنشِئت في عام 2010، تقديم مساهمات مباشرة لمرشحين أو أحزاب، ولكنها تؤثر على السباقات من خلال عرض إعلانات لصالح أو ضد مرشحين محددين. يستخدم كل من المدافعين عن حقوق الأسلحة والسيطرة على الأسلحة هذه الأنواع من المنظمات.
أنفق صندوق الانتصار السياسي التابع للاتحاد القومي للأسللحة 11.2 مليون دولار في دورة انتخابات 2012، وجمع 13.7 مليون دولار منذ أبريل 2014 لانتخابات العام. أنفقت لجنة العمل السياسي الأكبر للسيطرة على السلاح التابعة لمايكل بلومبيرغ، التي تُعرف باسم استقلال الولايات المتحدة، 8.3 مليون دولار في عام 2012 و6.3 مليون دولار في عام 2013. جمعت لجنة أمريكيون من أجل حلول مسؤولة، التي أسستها عضو الكونغرس المتقاعدة غابي جيفوردز، 12 مليون دولار في عام 2013، وخططت لجمع ما بين 16 إلى 20 مليون دولار بحلول انتخابات 2014. قال أمين صندوق المجموعة أن الأموال ستكون كافية للتنافس مع الاتحاد القومي للأسلحة «وفقًا لأساس عادل».
تتمثل الطريقة الأخرى التي تؤثر بها المجموعات المدافعة على السياسة بممارسة الضغط. تستخدم بعض المجموعات الشركات التي تمارس الضغط، بينما تستخدم مجموعات أخرى جماعات ضغط داخلية. ذكرت منظمة أسرار معلنة مجموعات سياسة السلاح التي تضم معظم الجماعات الممارسة للضغط في عام 2013، وهي: معهد الاتحاد القومي للأسلحة للعمل التشريعي، ومنظمة رؤساء البلديات ضد الأسلحة غير القانونية، والمؤسسة الوطنية لرياضات الرماية، وحملة برادي. أنفقت مجموعات حقوق السلاح أكثر من 15.1 مليون دولار للضغط في واشنطن العاصمة في عام 2013، وذلك مع إنفاق الرابطة الوطنية لحقوق السلاح 6.7 مليون دولار، وإنفاق الاتحاد الوطني للسلاح 3.4 مليون دولار. أنفقت مجموعات الحد من الأسلحة 2.2 مليون دولار، مع إنفاق منظمة رؤساء البلديات ضد الأسلحة غير القانونية 1.7 مليون دولار، وإنفاق حملة برادي 250 ألف دولار في نفس الفترة.
أيضًا ، وفقًا لـ فوكس ، فإن معدل جرائم القتل بالأسلحة النارية في الولايات المتحدة يصل إلى 26 ضعف مثيله في البلدان الأخرى ذات الدخل المرتفع.

## العنف المسلح
العنف المسلح هو مصطلح ذو أهمية سياسية واقتصادية واجتماعية يشير إلى عشرات الآلاف من الوفيات والإصابات السنوية المرتبطة بالأسلحة النارية التي تحدث في الولايات المتحدة. في عام 2022، يُعزى ما يصل إلى 100 حالة وفاة يوميًا ومئات الإصابات اليومية إلى العنف المسلح الأمريكي. في عام 2018، وهو العام الأخير الذي تتوفر عنه بيانات، أبلغ المركز الوطني للإحصاءات الصحية التابع لمراكز السيطرة على الأمراض والوقاية منها (CDC) عن 38390 حالة وفاة بسبب الأسلحة النارية، منها 24432 حالة انتحار. وارتفع المعدل الوطني للوفيات بالأسلحة النارية من 10.3 شخصًا. لكل 100.000 في عام 1999 إلى 11.9 شخص لكل 100.000 في عام 2018، أي ما يعادل أكثر من 109 حالة وفاة يومية (أو حوالي 14.542 جريمة قتل سنوية).

## الرأي العام حول السيطرة على السلاح (الولايات المتحدة)
في خضم الزيادة الأخيرة في عمليات إطلاق النار الجماعية ، بما في ذلك 46 حادث إطلاق نار في المدرسة في عام 2022 ، وجد استطلاع أجرته شبكة فوكس نيوز في أبريل 2023 أن الناخبين المسجلين يؤيدون بأغلبية ساحقة مجموعة واسعة من قيود الأسلحة:
قال 87٪ إنهم يؤيدون طلب إجراء فحوصات خلفية جنائية لجميع مشتري الأسلحة ؛
81٪ يؤيدون رفع شرط العمر لشراء أسلحة نارية إلى 21 ؛
80٪ يؤيدون طلب فحوصات الصحة العقلية لجميع مشتري الأسلحة ؛
80٪ قالوا إنه يجب السماح للشرطة بأخذ الأسلحة من الأشخاص الذين يشكلون خطراً على أنفسهم أو على الآخرين ؛
أيد 61٪ حظر البنادق الهجومية والأسلحة نصف الآلية.

## تكاليف العنف باستخدام الأسلحة
في عام 2000 ، قدرت تكاليف العنف باستخدام الأسلحة النارية بحوالي 100 مليار دولار سنويًا في الولايات المتحدة ، بالإضافة إلى التكاليف المرتبطة بسلوكيات تجنب / منع العنف باستخدام الأسلحة النارية. من ناحية أخرى ، في عام 2010 ، كلف العنف المسلح دافعي الضرائب الأمريكيين حوالي 516 مليون دولار من تكاليف المستشفيات المباشرة. بعد ذلك بعام ، في عام 2021 ، كان العنف باستخدام الأسلحة النارية 280 مليار دولار سنويًا.